# Paul-Marie Coûteaux
Paul-Marie Coûteaux (ur. 31 lipca 1956 w Paryżu) – francuski polityk, poseł do Parlamentu Europejskiego V i VI kadencji.

## Życiorys
Absolwent Instytutu Nauk Politycznych w Paryżu z 1977, uzyskał dyplom DEA w zakresie międzynarodowego prawa publicznego oraz licencjat z literatury. Kształcił się również w École nationale d'administration.
Od 1982 związany z administracją rządową, pracował w biurach i gabinetów różnych ministrów (m.in. Jean-Pierre’a Chevènementa). Od 1991 do 1993 był zatrudniony na kierowniczym stanowisku w administracji Sekretarza Generalnego Organizacji Narodów Zjednoczonych w Nowym Jorku. Po powrocie do kraju pełnił funkcję doradcy Philippe’a Séguina w Zgromadzeniu Narodowym. Od 1996 do 1999 wykładał w Instytucie Studiów Europejskich Université Paris 8. W 2002 angażował się w kampanię prezydencką Jean-Pierre’a Chevènementa, był członkiem komitetu Bieguna Republikańskiego.
W 1999 z ramienia Zgromadzenia na rzecz Francji oraz w 2004 z listy Ruchu dla Francji był wybierany w skład Parlamentu Europejskiego. Zasiadał w grupach Unii na rzecz Europy Narodów (do 2001), Europy Demokracji i Różnorodności (do 2004), a następnie we frakcji Niepodległość i Demokracja. Pracował w Komisji Spraw Zagranicznych.
W 2008 został przewodniczącym ugrupowania RIF, od 2011 do 2014 kierował eurosceptycznym ugrupowaniem SIEL. W 2009 nie ubiegał się o reelekcję w wyborach europejskich. W 2011 podjął współpracę z Marine Le Pen i Frontem Narodowym.